# فینال جام باشگاه‌های اروپا ۱۹۷۸
فینال جام باشگاه‌های اروپا ۱۹۷۸، رقابت پایانی لیگ قهرمانان اروپا در سال ۱۹۷۸ میلادی است که مابین دو تیم باشگاه فوتبال لیورپول و باشگاه فوتبال کلوب بروژ در ورزشگاه ومبلی، لندن برگزار شده‌است.
این مسابقه که در تاریخ ۱۰ مه ۱۹۷۸ انجام شده‌است با نتیجه ۱ بر ۰ به سود تیم باشگاه فوتبال لیورپول به پایان رسید.